# Lạng Sơn (stad)
Lạng Sơn is een stad in Vietnam en is de hoofdplaats van de provincie Lạng Sơn. Lạng Sơn telt naar schatting 38.000 inwoners.

## Geboren in Lang Son
- Pierre Vaneck (1931-2010), acteur